# Gu Xiao

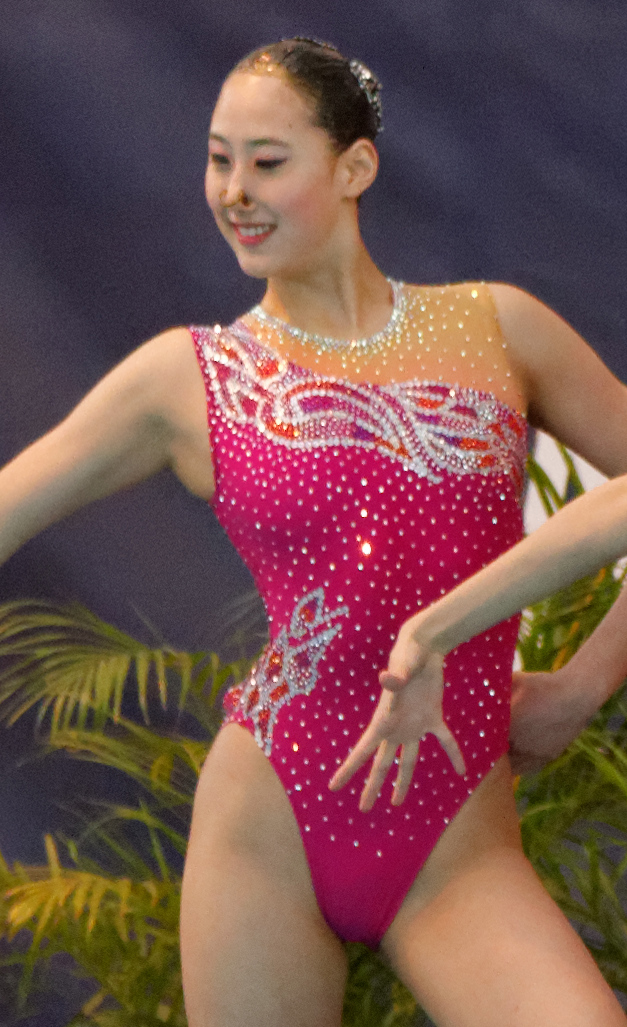
Gu Xiao

Gu Xiao (kinesiska: 顾笑), född den 18 mars 1993 i Nanjing, är en kinesisk konstsimmare.
Hon tog OS-silver i lagtävlingen i samband med de olympiska tävlingarna i konstsim 2016 i Rio de Janeiro..